# 细瘦鹅观草
细瘦鹅观草（学名：Roegneria kamoji var. macerrima）为禾本科鹅观草属下的一个变种。

## 扩展阅读
- 維基物種上的相關：细瘦鹅观草